# Gevgelija
Gevgelija (in macedone Општина Гевгелија?) è un comune urbano della Macedonia del Nord di 22 988 abitanti (dato 2002). La sede comunale è nella località omonima. Nel 2003 il comune di Miravci è stato incluso nel territorio comunale.

## Geografia fisica
Il comune confina con Kavadarci ad ovest, con Demir Kapija a nord-ovest, con Valandovo a nord-est, con Bogdanci a est, e la Grecia a sud. La città sorge sulla sponda destra del fiume Vardar.

## Società

### Evoluzione demografica
In base al censimento del 2002 la popolazione è così suddivisa dal punto di vista etnico:
- Macedoni: 22 258
- Serbi: 367
- Valacchi: 214

## Località
Il comune è formato dall'insieme delle seguenti località:
- Gevgelija (sede comunale)
- Bogorodica
- Huma
- Konsko
- Kovanci
- Moin
- Mrzenci
- Negorci
- Prdejci
- Sermerin
- Davidovo
- Gabrovo
- Miletkovo
- Miravci
- Petrovo
- Smokvica

## Amministrazione

### Gemellaggi
Gevgelija è gemellata con:
- Sevlievo
- Kotka
- Inđija
- Sesana